# Indonesische parlementsverkiezingen 2009
De parlementsverkiezingen in Indonesië in 2009 waren verkiezingen in Indonesië voor de Volksvertegenwoordigingsraad (DPR) en de Regiovertegenwoordigingsraad (DPD). Samen vormen de DPR en DPD het Raadgevend Volkscongres (MPR). Bij de verkiezingen, gehouden op 9 april 2009, werden ook de leden van de regionale volksvertegenwoordigingen van Indonesische provincies, regentschappen en steden gekozen.
De grootste partij in de DPR werd de Democratische Partij van de zittende president Susilo Bambang Yudhoyono, gevolgd door Golkar en de Strijdende Indonesische Democratische Partij (PDI-P). Op basis van de uitslagen van de parlementsverkiezingen werd bepaald welke partijen kandidaten mochten voorstellen voor de presidentsverkiezingen van juli 2009.

## Partijen
Meer dan 60 partijen registreerden zich voor de verkiezingen. Op 7 juli 2008 werd door de kiescommissie bevestigd dat 34 partijen aan alle voorwaarden voldeden en mochten deelnemen. Nadat enkele partijen de beslissing hadden aangevochten, werden er in augustus nog vier partijen toegelaten, waardoor het total aantal deelnemende partijen 38 werd. Een van de voorwaarden voor partijen was dat ten minste 30% van de kandidaten op hun lijsten vrouwen moesten zijn.
Bij deze verkiezingen werd voor het eerst een kiesdrempel ingevoerd: alleen partijen met ten minste 2,5% van de stemmen konden zetels voor de Volksvertegenwoordigingsraad krijgen. Partijen of coalities van partijen met ten minste 25% van de stemmen mochten een kandidaat voorstellen voor de presidentsverkiezingen van juli 2009.

## Uitslagen
| Partij | Partij                                                                    | Stemmen    | Percentage | Zetels | +/-   |
| ------ | ------------------------------------------------------------------------- | ---------- | ---------- | ------ | ----- |
|        | Democratische Partij (Demokrat)                                           | 21.703.137 | 20,85      | 150    | 95    |
|        | Golkar                                                                    | 15.037.757 | 14,45      | 107    | 21    |
|        | Strijdende Indonesische Democratische Partij (PDI-P)                      | 14.600.091 | 14,03      | 95     | 14    |
|        | Partij voor Rechtvaardigheid en Welvaart (PKS)                            | 8.206.955  | 7,88       | 57     | 12    |
|        | Nationale Mandaatpartij (PAN)                                             | 6.254.580  | 6,01       | 43     | 10    |
|        | Verenigde Ontwikkelingspartij (PPP)                                       | 5.533.214  | 5,32       | 37     | 21    |
|        | Partij van het Nationale Ontwaken (PKB)                                   | 5.146.122  | 4,94       | 27     | 25    |
|        | Gerindra                                                                  | 4.646.406  | 4,46       | 26     | nieuw |
|        | Partij Geweten van het Volk (Hanura)                                      | 3.922.870  | 3,77       | 18     | nieuw |
|        | Maan en Ster-partij (PBB)                                                 | 1.864.752  | 1,79       | 0      | 11    |
|        | Partij voor Vrede en Welvaart (PDS)                                       | 1.541.592  | 1,48       | 0      | 13    |
|        | Oelema-Nationale Ontwaakpartij (PKNU)                                     | 1.527.593  | 1,47       | 0      | nieuw |
|        | Werkende Partij Zorg voor de Natie (PKPB)                                 | 1.461.182  | 1,40       | 0      | 2     |
|        | Hervorming-Ster-partij (PBR)                                              | 1.264.333  | 1,21       | 0      | 14    |
|        | Nationale Partij van Zorg voor het Volk (PPRN)                            | 1.260.794  | 1,21       | 0      | nieuw |
|        | Indonesische Partij voor Rechtvaardigheid en Eenheid (PKPI)               | 934.892    | 0,90       | 0      | 1     |
|        | Partij van Democratische Vernieuwing (PDP)                                | 896.660    | 0,86       | 0      | nieuw |
|        | Partij Nationaal Front (Barnas)                                           | 761.086    | 0,73       | 0      | nieuw |
|        | Indonesische Ondernemers- en Werknemerspartij (PPPI)                      | 745.625    | 0,72       | 0      | nieuw |
|        | Democratische Natie-partij (PDK, v/h PPDK)                                | 671.244    | 0,64       | 0      | 4     |
|        | Archipel-Republiek-partij (RepublikaN)                                    | 630.780    | 0,61       | 0      | nieuw |
|        | Regionale Eenheidspartij (PPD)                                            | 550.581    | 0,53       | 0      | 0     |
|        | Pattriotische Partij (Patriot)                                            | 547.351    | 0,53       | 0      | 0     |
|        | Nationale Partij 'Stier van het Indonesische Volk' (PNBK)                 | 468.696    | 0,45       | 0      | 0     |
|        | Soevereiniteitspartij (Kedaulatan)                                        | 437.121    | 0,42       | 0      | nieuw |
|        | Zon van de Natie-partij (PMB)                                             | 414.750    | 0,40       | 0      | nieuw |
|        | Indonesische Jongerenpartij (PPI)                                         | 414.043    | 0,40       | 0      | nieuw |
|        | Werkpartij van Strijd (PKP)                                               | 351.440    | 0,34       | 0      | nieuw |
|        | Pionierspartij (Pelopor)                                                  | 342.914    | 0,33       | 0      | 3     |
|        | Indonesische Partij van Liefde voor de Democratie (PKDI)                  | 324.553    | 0,31       | 0      | nieuw |
|        | Welvarend Indonesië-partij (PIS)                                          | 320.665    | 0,31       | 0      | nieuw |
|        | Indonesische Nationale Partij - Marhaenisme (PNIM)                        | 316.752    | 0,30       | 0      | 1     |
|        | Arbeiderspartij (PB, v/h PBSD)                                            | 265.203    | 0,25       | 0      | 0     |
|        | Nieuwe Indonesische Alliantie-partij (PPIB)                               | 197.371    | 0,19       | 0      | 0     |
|        | Verenigde Partij van de Indonesische Nahdlatul-gemeenschap (PPNUI)        | 146.779    | 0,14       | 0      | 0     |
|        | Indonesische Eenheidspartij (PSI)                                         | 140.551    | 0,14       | 0      | 0     |
|        | Indonesische Democratische Handhaverspartij (PPDI) (voortzetting van PDI) | 137.727    | 0,13       | 0      | 1     |
|        | Vrijheidspartij (Merdeka)                                                 | 111.623    | 0,11       | 0      | 0     |